# Aegiphila schimpffii
Aegiphila schimpffii es una especie perteneciente a la familia Lamiaceae. Es un árbol endémico del oeste de Ecuador. Su hábitat natural son los bosques húmedos tropicales y subtropicales de montaña. 
Existen cinco poblaciones que se distribuyen en los bosques costeros y al pie de las colinas. H. Schimpff descubrió el espécimen tipo en 1934 cerca de Bucay en la provincia de Guayas. Otros se encuentran en la Reserva Étnica Awá. Existen esperanzas de que también se encuentre en la  Reserva Ecológica Cotacachi-Cayapas.

## Taxonomía
Aegiphila schimpffii fue descrita por Harold Norman Moldenke  y publicado en Phytologia 1: 265. 1937.